# Roshika Deo
Roshika Deo est une femme politique et une militante sociale, des Fidji, qui agit pour la défense des droits des femmes et contre les violences qui leur sont faites. Elle crée, en 2013, le mouvement Be The Change (en « français : Soyez le changement »), dans le cadre de sa campagne politique, en tant que candidate indépendante, aux élections législatives fidjiennes de 2014,. Par ce mouvement, elle soutient le féminisme, les droits LGBTIQ, le handicapés, les droits de l'homme et l'écologie. Son mouvement aspire à apporter le changement social, politique, économique et culturel aux Fidji.
Elle reçoit, le 4 mars 2014, de Heather Higginbottom (en), représentante du département d'État des États-Unis. Elle est aussi titulaire du prix international de la femme de courage.

## Source de la traduction
- (en) Cet article est partiellement ou en totalité issu de l’article de Wikipédia en anglais intitulé « Roshika Deo » (voir la liste des auteurs).